# Мори, Мэтью Фонтейн
Мэтью-Фонтейн Мори (англ. Matthew-Fontaine Maury; 14 января 1807 — 1 февраля 1873) — американский морской офицер, астроном, историк, океанограф, метеоролог, картограф, геолог, а также автор научных публикаций и преподаватель. Прозван «разведчиком моря». Профессор метеорологии Виргинского военного института (англ. Virginia Military Institute (VMI)) в г. Лексингтоне. Член Петербургской академии наук (1855).

## Биография
Мэтью Фонтейн Мори родился в штате Виргиния. Он происходил из семьи французских гугенотов, бежавших от насилий и притеснений Людовика XIV. Отец — хорошо грамотный фермер Ричард (Ришар) Ланселот Мори (1766—1843). Мать — Диана Минор Мори (1768—1843) из семьи Минор (Minor), потомок голландских колонистов XVII века.
Образцом для Мэтью стал его старший брат Джон (1795—1824), лейтенант Американского флота. Мэтью Фонтейн также решил избрать морскую карьеру. 23 июня 1824 г. Джон Мори скончался во время плавания и был погребён в море. Но Мэтью Мори не изменил принятого решения. В начале 1825 года он поступил на службу в ВМФ Соединённых Штатов. Мэтью начал службу гардемарином на фрегате «Брэндвайн» («Brandywine»). На нём он совершил в 1825—1826 гг. плавание через Атлантику и в Средиземное море. Во время своих первых морских путешествий Мори обратил внимание на изменения в атмосферном давлении с переменою кораблем места; сделанные по этому поводу наблюдения и выводы опубликовал в «American Journal of Arts and Sciences» за 1831 году.

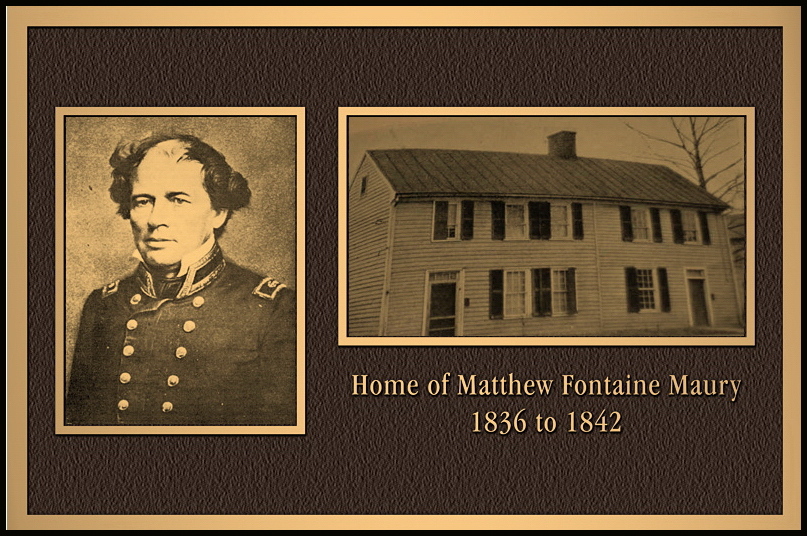
Мори и его дом

15 июля 1834 г. Мэтью Мори женился на своей кузине Анне Эрдон Мори (1811—1875). Продолжая заниматься заинтересовавшим его вопросом, который в то время ещё никем решительно не был поднят, Мори в 1835 году опубликовал свои первые «Sailing Directions» («Наставления для мореплавателей»). Через 4 года он напечатал (в «Southern literary Messenger») статью, где впервые высказал мысль о возможности сократить время плавания судов от одного порта назначения до другого, пользуясь попутными ветрами и течениями.
Вскоре он сломал себе ногу, в связи с чем, был в 1842 году переведён на береговую должность — начальником Архива морских карт (Депо карт и приборов) в Вашингтоне, к которому затем были присоединены Гидрографическое управление и Военно-морская обсерватория. Это новое расширение его деятельности дало ему возможность проявить всю свою громадную энергию и провести в жизнь уже давно занимавший его вопрос о морских кратчайших путях, творцом которых его и следует признать. Попутные ветры и течения влияют не только на продолжительность перехода, но и на величину необходимых для того расходов. Поэтому нужно было иметь материал относительно распределения и направления течений и ветров в океанах.

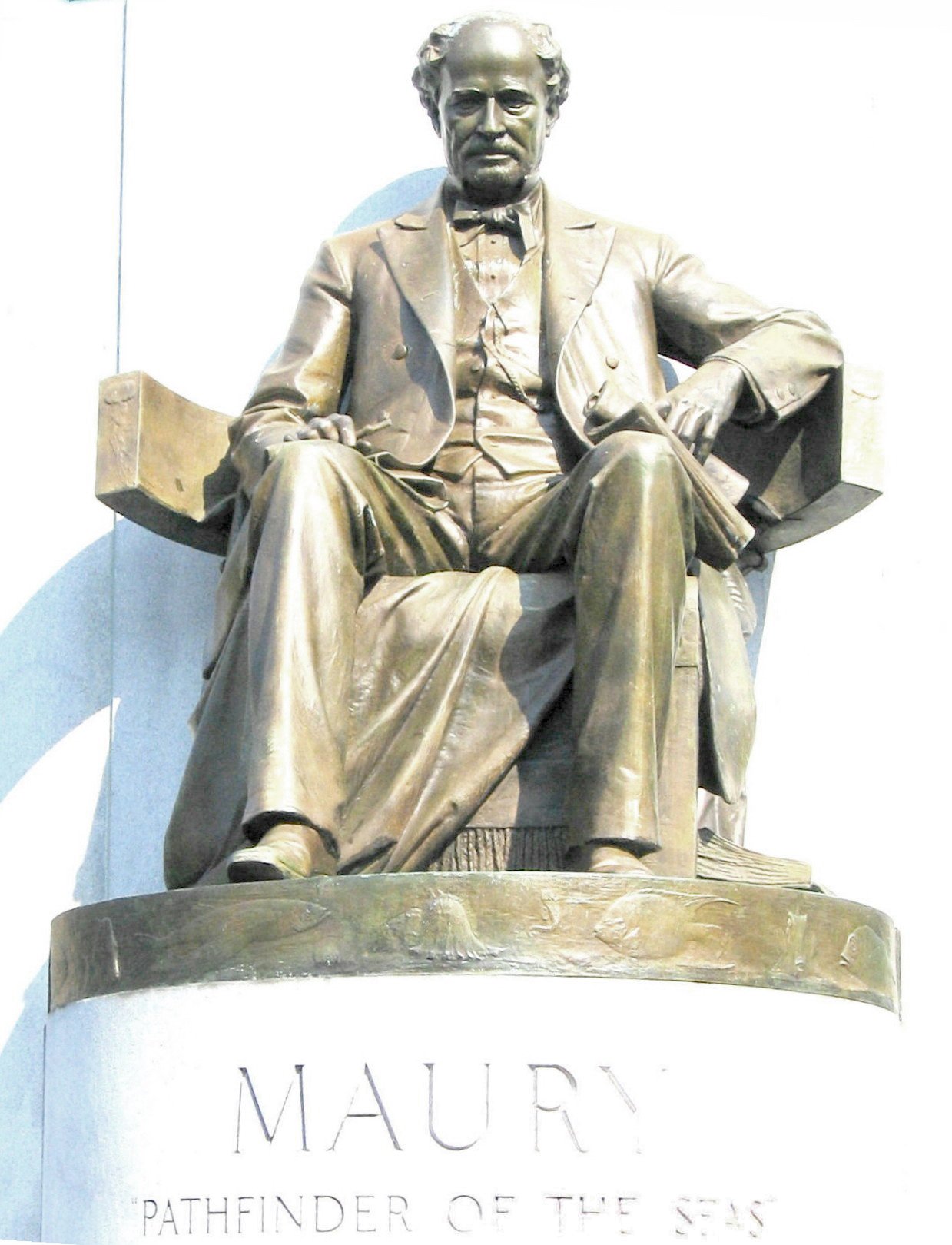
Памятник М. Ф. Мори

Главная заслуга Мори и заключается в том, что, ещё не имея полного для решения вопроса материала, он сумел подметить и угадать результат будущих исследований, давших столь богатые плоды. Первые скудные данные, обработанные им для Северного Атлантического океана, дали, однако, возможность почти наполовину уменьшить время перехода для парусных судов из Нью-Йорка к экватору (вместо 40 суток — только 24). Столь блестящий результат не замедлил снискать ему сторонников и сейчас же увеличить число нужных наблюдений, которые он просил ему присылать взамен сообщения разработанных им судоходных маршрутов.
Мори разработал множество маршрутов, иногда сократив переходы более, чем наполовину. В 1845 году он, кроме «Sailing Directions», стал издавать первые «Charts of winds and currents», которые послужили прототипом для всех издаваемых теперь подобных пособий, необходимых для плавания в океанах, где почти всегда кратчайший по расстоянию путь — далеко не быстрейший по времени. Работы Мори возбудили интерес и вообще к физико-географическому исследованию океанов, и первая «Физическая география моря», им написанная, была переведена на многие языки, в том числе и на русский. Следовательно, Мори является творцом океанографии и морской метеорологии, которых до него не существовало. Мори составил первую карту дна северной части Атлантики.
В 1849 году Мори выступил с идеей трансконтинентальной железной дороги, долженствующей соединить Восточные штаты с Калифорнией. В качестве начальной станции Мори предложил Мемфис-Теннессийский, с тем, чтоб дорога прошла через Техас и сообщению не угрожали снежные заносы. Кроме того, железнодорожная магистраль, проходящая через Техас, содействовала бы развитию торговли Северных и Восточных штатов с Мексикой. В связи с железнодорожным проектом, Мори предложил построить в Мемфисе-Теннессийском верфь для развития миссисипского судоходства. Однако, данная идея не была реализована — и поздней, когда Мэтью Мори стал конфедератом, ему пришлось заказывать корабли для ВМС КША в Европе…
Мори также предлагал построить железную дорогу через Панамский перешеек.
В 1851 году Мори организовал Амазонскую экспедицию, поставив во главе оной своего двоюродного брата — лейтенанта Вильяма Льюиса Херндона (William Lewis Herndon). Под его руководством были составлены подробные карты бассейна великой реки. Мори и Херндон также разрабатывали проект переселения в Амазонию освобождаемых негров из южных рабовладельческих штатов.
Чтобы упорядочить и объединить обработку вахтенных журналов, по настоянию Мори в 1853 году в Брюсселе собралась первая международная морская метеорологическая конференция, на которую США делегировали Мори. Конференция установившая однообразную систему метеорологических наблюдений и их записи. Пруссия, Испания, Сардиния, Вольный город Гамбург, Бременская республика, Чили, Австрия и Бразилия в числе первых присоединились к системе Мори. В том же 1853 году Мори составил батиметрическую карту Атлантического океана, на основе данных зондирования из судовых журналов. Он открыл мелководное Телеграфное плато. Карта Мори сыграла важную роль в решении Сайруса Филда провести трансатлантический кабель близ Ньюфаундленда. Он доказал, что район к югу от Телеграфного плато был бы слишком труднопроходимым, чтобы проложить кабель напрямую в Соединённые Штаты. Маршрут был привлекательным не только потому, что он был ровным, не слишком глубоким, но и потому, что на нем были умеренные течения, которые помогали кабелю опускаться прямо вниз, в мягкое морское дно, состоящее из микроскопических раковин.
В начале 1855 года Мори разработал систему морских коридоров, известных как «Пароходные пути Мори» («Maury’s Steam Lanes», «Steamer Lanes Across the Atlantic»), следование коим помогло бы избежать столкновений судов в непогоду. В том же 1855 году в Филадельфии увидела свет его книга «Explanations and sailing directions to accompany Wind and current charts».
Когда вспыхнула Война Севера и Юга и его родная Виргиния вышла из США, Мори 20 апреля 1861 г. подал в отставку и объявил о переходе на сторону Южных Штатов. Хоть и аболиционист по убеждениям, Мори был патриотом Юга и негативно воспринял грубый Вашингтонский диктат. 21 февраля 1861 года указом Конгресса Конфедеративных Штатов Америки были официально учреждены Военно-морские силы Конфедерации. 11 июня 1861 г. Мори был назначен командующим Береговой обороной КША (Chief of Sea Coast, River and Harbor Defences). Первые подводные мины, созданные Мори и его офицерами, не отличались эффективностью: для их воспламенения использовались громоздкие и тяжёлые батареи Волластона. Затем ему удалось устранить ряд недостатков…
Двое сыновей Мэтью Мори — Ричард Ланселот Мори III (1840—1907) и Джон Эрдон Мори (1842—1863) вступили в армию конфедератов. В октябре 1862 г. Мэтью Мори выехал в Европу для закупки боевых кораблей в Англии, Ирландии и Франции. Кроме того, он собрал ценные сведения о наиболее эффективных способах воспламенения зарядов под водой — и переслал правительству КША соответствующий инструментарий. В 1863 году погиб на поле брани Джон Эрдон Мори.
После войны Мэтью Мори какое-то время путешествовал по Европе и Центральной Америке, а затем поступил на службу к мексиканскому императору Максимилиану I. Будучи назначен имперским комиссаром по иммиграции, Мори основал в Мексике города Карлотта (исп. Carlotta) и Ново-Виргинская колония (исп. Colônia de Nova Virgínia), в которых расселил своих земляков и других беженцев-южан. Однако, Максимилиан потерпел поражение и был расстрелян победителями-хуаристами.
Возвратившись в 1868 г. на родину по амнистии, Мэтью Мори продолжил исследовательскую и преподавательскую деятельность. До конца своих дней он состоял профессором метеорологии в Виргинском военном университете. В 1872 году в Вашингтоне увидела свет книга Мэтью Мори «Steam-lanes across the Atlantic microform». По ошибке издание пометили 1873 годом, который стал годом смерти маститого океанографа.

## Память
В 1930 году имя Мэтью Мори было увековечено в Зале славы великих американцев.
В 1935 году Международный астрономический союз присвоил имя Мэтью Мори (совместно с Антонией Каэтана Мори) кратеру на видимой стороне Луны.

## Основные труды
- Matthew Fontaine Maury " On the Navigation of Cape Horn ", American Journal of Science and Arts, vol. 26, juillet 1834, p. 54-63.
- Matthew Fontaine Maury The Physical Geography of the Sea, New York, Harper and Bros. (réimpr. 1856, 1859, 1868, 1871, 1963), 8e éd. (1re éd. 1855), 474 p.
- Matthew Fontaine Maury " Plan of an Instrument for Finding the True Lunar Distance ", American Journal of Science and Arts, vol. 26, juillet 1834, p. 63-65.
- Matthew Fontaine Maury A New Theoretical and Practical Treatise on Navigation, Philadelphia (États-Unis), E. C. and J. Biddle, 1836, 336 p.
- Matthew Fontaine Maury Explanations and Sailing Directions to Accompany the Wind and Current Charts (réimpr. 1854, 1855) (1re éd. 1851)
- Matthew Fontaine Maury Investigations of the Winds and Currents of the Sea, 1851.
- Matthew Fontaine Maury On the Probable Relation between Magnetism and the Circulation of the Atmosphere, 1851.
- Matthew Fontaine Maury Wind and Current Charts: Gales in the Atlantic, 1857.
- Matthew Fontaine Maury Observations to Determine the Solar Parallax, 1856.
- Matthew Fontaine Maury Amazon, and the Atlantic Slopes of South America, 1853.
- Matthew Fontaine Maury Investigations of the Winds and Currents of the Sea, 1851.
- Matthew Fontaine Maury Geology: A Physical Survey of Virginia : Her Geographical Position, Its Commercial Advantages and National Importance, Virginia Military Institute, 1869.